# Ebráhím Džavádí
Ebrahim Javadi (* 28. června 1943 Kazvín, Írán) je bývalý íránský zápasník, volnostylař. Je bronzovým olympijským medailistou a čtyřnásobným mistrem světa. Dvakrát zvítězil na Asijských hrách.